# Alexander Bening
Alexander (Sanders) Bening (?, ca. 1444 – Brugge, 1519) was een Vlaamse schilder en miniaturist. Hij is een van de miniaturisten die betrokken was bij het tot stand komen van de Gents-Brugse stijl.

## Leven
In 1469 werd Alexander Bening te Gent opgenomen in de St.-Lucasgilde, op voordracht van Hugo van der Goes en Joos van Wassenhove. Van 1486 tot 1500 was hij te Brugge ingeschreven in de Sint-Jans- en Sint-Lucas-broederschapgilde (vereniging zonder gildestatuut van kalligrafen, boekbinders, miniaturisten en boekhandelaars of Librariërs). Hij huwde te Gent in 1480 met Catharina (Katheline) van der Goes, waarschijnlijk een nicht of (half)zus van schilder Hugo van der Goes. Het paar had drie kinderen. De oudste was Simon, die in de voetsporen van zijn vader zou treden en de belangrijkste miniaturist van de eindperiode van de miniatuurkunst zou worden. Van de tweede zoon Paul is niet bekend welk beroep hij uitoefende. Het derde kind was een dochter, Cornelia, die gehuwd was met Andrew Haliberton, de curator van de Privilegies van de Schotse Naties in de Nederlanden. Het is misschien via deze link dat de Vlaamse boekkunst geliefd werd aan het Schotse hof.
Bij zijn overlijden op 14 augustus 1519 te Gent werden er lijkdiensten gehouden in Gent, Brugge en Antwerpen.

## Werken
Er is geen enkel werk bewaard gebleven dat via rekeningen of documenten met Sanders Bening kan geïdentificeerd worden. Alleen in een inventaris van Margaretha van Oostenrijk opgesteld in 1516 te Mechelen, vinden we een mogelijke verwijzing naar een werk van Sanders Bening in de tekst ‘Une bien petite Nostre-Dame de illuminure de la main de Sanders’. Een aantal miniaturen in het Breviarium-Grimani, bewaard in de Sint-Marcusbibliotheek in Venetië worden ook aan hem toegeschreven. In het artikel van Drigsdahl is hiervan een lijst opgenomen. Op fol. 339 verso van het Breviarium Grimani geeft hij zijn naam en leeftijd prijs in een randversiering, maar die handtekening is gevonden in een katern dat miniaturen bevat die algemeen worden toegeschreven aan de Meester van de David-scènes, wat die signatuur dan weer twijfelachtig maakt.
Vanaf de late 19e eeuw gingen de kunsthistorici een groot aantal werken, die voordien waren toegeschreven aan anonieme meesters, op basis van gelijkaardige kenmerken van de miniaturen toeschrijven aan Alexander Bening. Paul Durrieu nam hierin het voortouw. De anonieme meesters die mettertijd met Alexander Bening werden geïdentificeerd waren onder meer de Meester van de Hortulus Animae, maar ook de Maximiliaan-meester en de Weense meester van Maria van Bourgondië werden door Georges Hulin de Loo vereenzelvigd met Sanders Bening. Hij werd hierin gevolgd door een aantal andere leidende kunsthistorici uit het midden van de twintigste eeuw. Sindsdien is alleen de identificatie met de Maximiliaan-meester overeind gebleven en ook daar zijn de kunsthistorici het niet over eens.
Wat typisch is voor Sanders Bening is het herhaalde gebruik van modellen die teruggaan op het werk van Hugo van der Goes, van de Weense meester van Maria van Bourgondië en van andere kunstenaars uit de jaren zeventig van de 15e eeuw. Die modellen bleven in gebruik gedurende meer dan 40 jaar bij verschillende miniaturisten, maar toch vooral in het atelier van de Maximiliaan-meester. Vanaf 1519 treffen we deze modellen ook veelvuldig aan in het werk van het atelier van Simon Bening, Alexanders zoon, wat door sommigen gezien wordt als een bewijs van de identificatie van de Maximiliaan-meester met Alexander Bening. Ook het gegeven dat de Maximiliaan-meester kennelijk niet meer actief was na 1519, het jaar van overlijden van Sanders Bening, lijkt dit te bevestigen.

## Enkele van de toegeschreven werken
De werken die hier zijn opgenomen komen ook voor in de lijst van werken toegeschreven aan de Maximiliaan-meester. In de literatuur zijn beide toeschrijvingen, dus zowel aan Alexander Bening als aan de Maximiliaan-meester frequent terug te vinden. 
- De Brusselse getijden van Filips van Kleef, Brussel, Koninklijke Bibliotheek van België,  Ms. IV 40
- De Weense getijden van Filips van Kleef, Österreichischen Nationalbibliothek , Ms. s.n. 13239
- De Münchense Kroniek van de prinsen van Kleef, 1472-1481, München, Bayerische Staatsbibliothek
- Kronieken van de graven van Vlaanderen, ca. 1477, Wells-next-the-Sea, Holkham Hall, Earl of Leicester of Holkham
- De Legende van Sint Adriaan, 1477-1483, Wenen, Österreichischen Nationalbibliothek, Cod.Ser.n.2619
- Hastings-getijdenboek, voor 1483, Londen British Library Add. Ms. 54782.
- Gebedenboek van Maximiliaan I, na 1486, Wenen, Österreichische Nationalbibliothek, Codex Vindobonensis 1907 (ook Codices selecti 39)
- De getijden van Louis Carré, na 1488, Oxford, Bodleian Library, Ms. Douce 311
- De Bray-getijden, ca. 1490, Lancashire, Stonyhurst College, Ms. 60
- Het Glasgow-breviarium, ca. 1494 (atelier), Glasgow, University Library, Hunter Ms. 25 (S2-15)
- Horae Beatae Mariae Virginis, La Flora-getijdenboek, 1486–1498, Napoli, Biblioteca Nazionale Vittorio Emanuele III, Ms. I.B.51. (gedeeltelijk)
- Getijdenboek voor het gebruik van Rome, ca. 1500, Londen, the Britisch Library, Add. Ms. 35313 (samen met de Meester van Jacobus IV van Schotland)
- Breviarium Mayer van den Bergh ca. 1500, Museum Fritz Mayer van den Bergh inv.nr. 946 (Maximiliaan-meester, Meester van Jacobus IV van Schotland, Simon Bening en diverse medewerkers uit de ateliers van voornoemde meesters)
- Getijdenboek van Isabella van Castilië, voor 1504, Cleveland, The Cleveland museum of art, 1963-252
- Rothschild-getijdenboek, ca. 1510-1520, privécollectie (naast een groot aantal miniaturen van de Maximiliaan-meester bevat het ook werk van Gerard Horenbout, Gerard David en twee miniaturen van Simon Bening)[8]
- Spinola-getijdenboek, ca. 1510-1520 (gedeeltelijk), J. Paul getty Museum,

- Bibliothèque nationale de France: cb12589314n (data)
- Biografisch Portaal: 57097043
- Stuttgart Database of Scientific Illustrators 1450–1950: 311
- Gemeinsame Normdatei: 118508989
- International Standard Name Identifier: 0000 0001 0535 210X
- Library of Congress Control Number: nr2006004435
- RKD-Nederlands Instituut voor Kunstgeschiedenis: 6479
- Système universitaire de documentation: 253195330
- Union List of Artist Names: 500016453
- Virtual International Authority File: 95781970
- WorldCat: E39PCjM9pjmxj7bTKXhr8YyXtX